# Riolu
Riolu (リオル; Hepburn: Rioru) a Pokémon című videójáték-sorozat egyik szereplője. A kisugárzás pokémonként tartják számon. Továbbfejlődött formája a Lucario. Az átalakuláshoz Riolunak boldognak kell lennie az edzőjénél, és szintet kell lépnie nappal. A tojást, amelyből Riolu kel ki a Diamond és Pearl videójátékban, egy Riley nevű edző adja a játékosnak az Iron Island labirintusának végigjárása után, miután sikerült legyőzni a Team Galactic embereit. Egy, az "Aura Sphere" (Auragömb) támadást használni képes Riolut lehet szerezni a Pokémon Ranger: Shadows of Almia című Nintendo DS játékban egy különleges küldetésen. Ezt a Riolut azután át lehet küldeni a Pokémon Diamond és Pokémon Pearl videójátékokba.

## Jellemzői
Riolu kis méretű, kék, kutyaszerű pokémon. A lába és felsőteste fekete színű. Riolu farka kék színű, nyaka pedig sárga. Karjain egy-egy fehér színű dudor található, amiből tüskék fejlődnek ki, miután Riolu Lucarióvá alakult. Riolu arcán fekete "maszk" található. Szemei piros színűek.(A Netflix sorozatban barna.) A Pokédex szerint a Rioluk egy bizonyos energiát tudnak érzékelni, amit aurának szoktak nevezni. Riolu ezeknek a hullámoknak a kisugárzásával kommunikál társaival, és így osztják meg egymással érzelmeiket is. A legtöbb Harcos típusú pokémonhoz hasonlóan Riolu emberfeletti erővel, állóképességgel és kitartással rendelkezik, valamint képes hosszú utat gyalog megtenni rövid idő alatt.

## Riolu az animében
Riolu szerepelt a Pokémon anime-adaptációjában is. A Diamond and Pearl Sorozat Pokémon Ranger and the Kidnapped Riolu! (Pokémon Ranger és az elrabolt Riolu) című epizódja róla szólt. Az epizódot Japánban egyórás különkiadásként adták le a Pokémon Ranger: Shadows of Almia megjelenésének alkalmából. A Riolu ebben az epizódban egy különösen erős példány, amit arra képeztek ki, hogy tudja használni az Aura Sphere (Auragömb) támadást. Riolut elrabolta egy J vadász nevű pokémon-vadorzó által vezetett csoport, ami el akarta adni egy gyűjtőnek, de Ash és barátai megmentették a pokémont egy Kellyn nevű Pokémon Ranger segítségével. A Riolu és Ash között erős kötődés alakult ki.

## Fordítás
- Ez a szócikk részben vagy egészben  a   Riolu című angol Wikipédia-szócikk fordításán alapul.  Az eredeti cikk szerkesztőit annak laptörténete sorolja fel. Ez a jelzés csupán a megfogalmazás eredetét és a szerzői jogokat jelzi, nem szolgál a cikkben szereplő információk forrásmegjelöléseként.